# Очки Джона Леннона

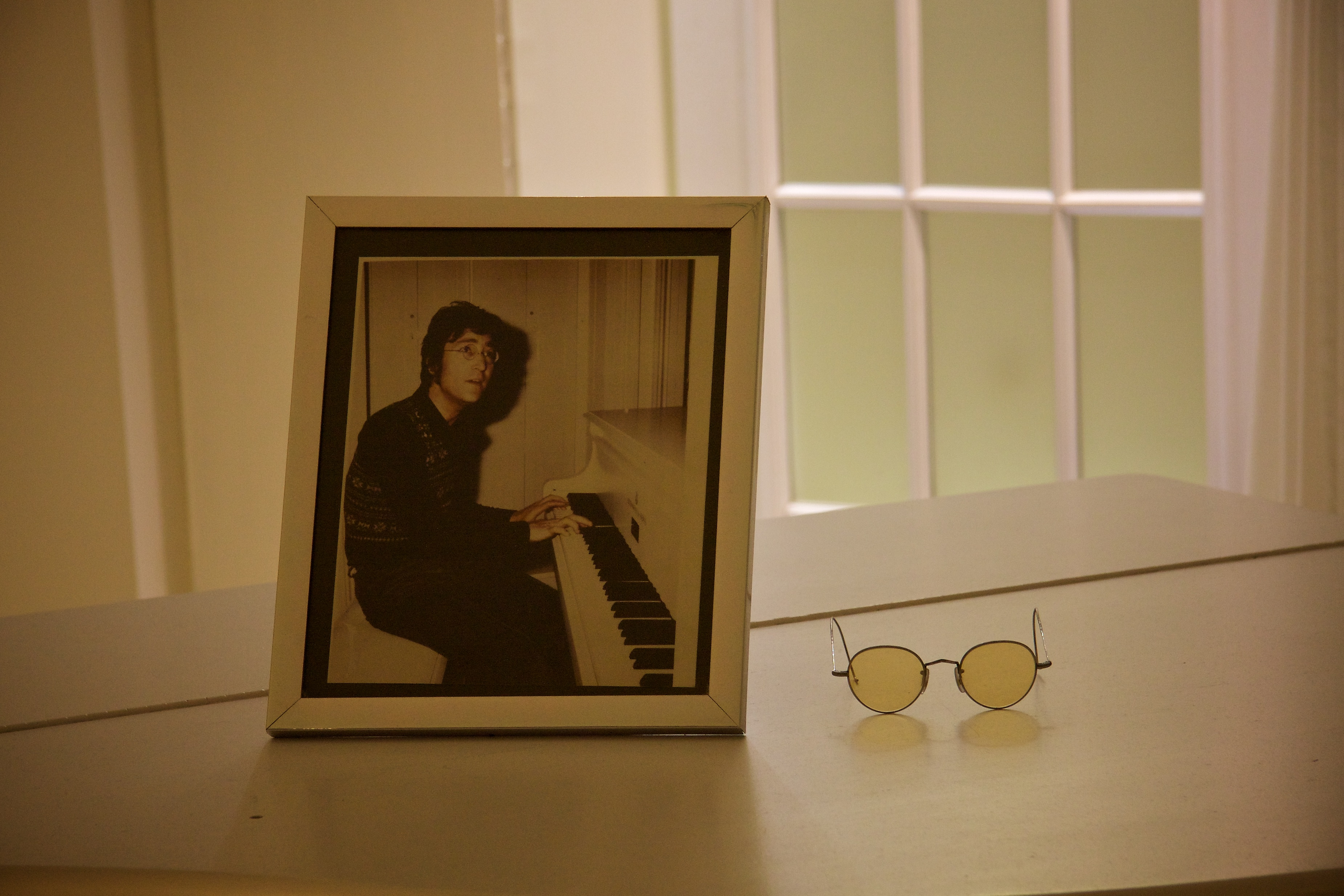
Очки Джона Леннона периода записи альбома Imagine

Круглые очки («бабушкины очки» [англ. grandma glasses], «виндзор» [англ. windsor] «велосипеды», «тишейды», «джоновки», «очки Джона Леннона») — отличительная особенность имиджа участника группы The Beatles Джона Леннона.
В 11 лет Леннону диагностировали близорукость, однако очками певец не пользовался до начала 1960-х годов. В момент пика популярности The Beatles Леннон носил различные очки, в том числе солнцезащитные зеркальные очки и контактные линзы. Круглые очки вошли в имидж музыканта после премьеры фильма «Как я выиграл войну» Ричарда Лестера, певец перенял их у своего персонажа, неуверенного в себе солдата Грипвида. С этого момента очки навсегда стали частью образа Леннона. Во время одного из последних визитов к окулисту Гэри Трейси музыкант решил сменить оправу на пластмассовую с тёмно-серыми линзами.
После убийства Леннона в 1980 году вдова Йоко Оно использовала изображение испачканных кровью очков на обложке своего сольного альбома Season of Glass. С 2013 года Оно начала выкладывать в Twitter-профиле изображение очков с количеством застреленных людей начиная с 8 декабря 1980 года. Очки Леннона часто становились предметом аукционов: пары из разных периодов жизни музыканта были проданы в 2002, 2007, 2015, 2017, 2019, 2020 и 2022 годах.

## Очки в жизни Леннона

### Детство и юность. Начало битломании
Ещё в детстве Джон страдал близорукостью (диагноз ему был поставлен в 11 лет), но он всегда стеснялся или просто не желал носить очки. В результате мальчику предложили пару «бабушкиных очков» («битл» их так назвал, потому что это единственная реликвия, которую оставила ему бабушка), от которых он отказался. В итоге ему предложили другой вариант: пара очков в роговой оправе. По словам первой жены Джона Синтии Пауэлл, плохое зрение являлось наследственным в семьях как Леннонов, так и Пауэллов. Во время визита в офтальмологическое отделение больницы Святого Павла в Ливерпуле очки Джона проверили на диоптриметре, — приборе для измерения преломляющей силы очковой линзы, — чтобы узнать их параметры. Тест показал, что очки, которые он носил в возрасте 31 года, имели −8.25 дптр на правый глаз и −7.5 дптр на левый и цилиндрическую компоненту для коррекции астигматизма.

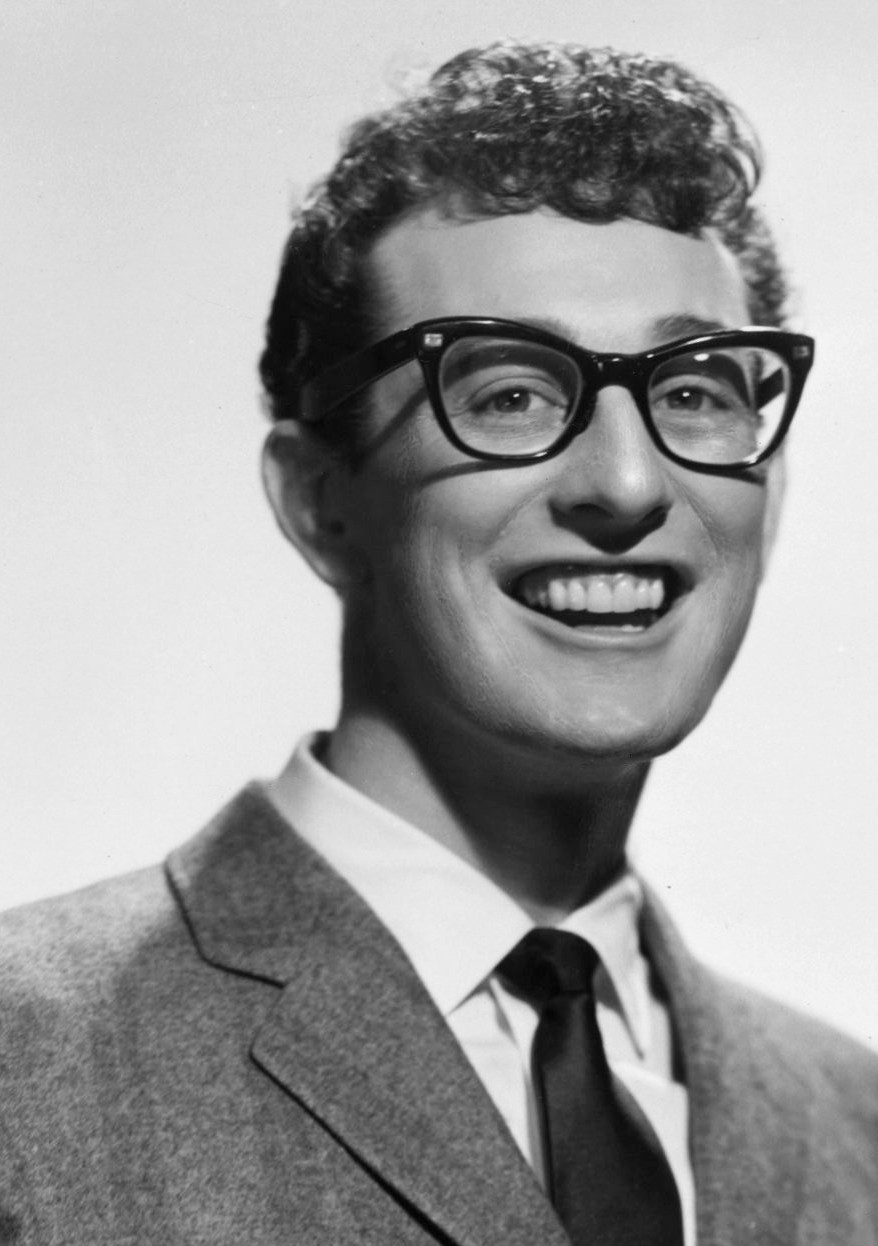
Бадди Холли. В письме фанату Холли Леннон написал: «Он сделал нормой носить очки. Я был Бадди Холли».

По мнению некоторых исследователей творчества музыканта, отчасти именно это стало результатом появления образа Леннона как «остроумного „битла“», который «смотрел в нос, и к тому же был высокомерен, как орёл». Ни для кого не было секретом, что певец носил очки. Джон считал их женственными, что для мужчины предполагало слабость, и поэтому если и ходил в них, то «в полном страхе и с самым суровым взглядом, который вы когда-либо видели». Только когда он впервые увидел Бадди Холли, который выступал в очках с роговой оправой, то понял, что они могут быть крутыми и красивыми.
Уже в период «битломании» музыкант начал носить солнцезащитные чёрные зеркальные очки, которые были в моде у тогдашней молодёжи. В стремлении к славе он создал новый образ, а также отказался от джинсов и кожаной одежды, — его имидж начал из себя представлять пушистую, аккуратную причёску и жакеты без воротника, но вместе с ними обязательно и очки.
В интервью Алану Смиту для New Musical Express 1963 года, Леннон сказал, что «не использовал очки на сцене, потому что не хотел, чтобы группу обвиняли в имитации The Shadows» (в особенности их соло-гитариста Хэнка Марвина, у которого были похожие очки в толстой оправе), у которых The Beatles в начале своей карьеры переняли стиль одежды и сценические манеры.
В биографической книге Майкла Брауна о The Beatles «Love Me Do!» упоминалось, что перед каждым выступлением Джон снимал очки, которые обычно носил за кулисами, чтобы «не портить общую картину». Хотя неясно, думал ли Леннон конкретно о своём образе или коллективном. В другой главе этой же книги рассказывается случай, когда находящиеся в парижском отеле The Beatles получили петицию, доставленную специальным доставщиком и подписанную сотнями девушек. Она содержала в себе список требований к группе, среди которых было, чтобы Джон начал публично носить очки.

### Круглые очки. Эксперименты с линзами

Паспортный снимок Леннона, 1967 год

В 1960-х годах Джон также экспериментировал с контактными линзами, несмотря на то, что в то время они были несовершенны и не очень удобны. Леннону постоянно приходилось искать потерянные линзы.
Впервые музыкант показался на публике в «бабушкиных очках» в День подарков 1966 года, сыграв дерзкого дежурного ночного клуба в телевизионном комедийном сериале «Не только, но и также». В сатирическом фильме «Как я выиграл войну» Ричарда Лестера персонаж Грипвид — неуверенный в себе солдат, которого играл «битл», — носил бесплатные очки, выданные Национальной службой здравоохранения Великобритании. Возможно, ради того, чтобы подчеркнуть комичность, уязвимость, невинность персонажа и намекнуть на его сексуальную амбивалентность. Любые ассоциации между очками и женственностью в фильмах отражались скорее на персонаже, которого играл Джон, а не на нём самом.
Именно с 1967 года, момента выхода этого фильма, Леннон начал носить знаменитые круглые «бабушкины» очки с золотой оправой. С этого момента они вошли в его имидж: очки могли быть любого размера и цвета, но их форма оставалась неизменной. Как бы впоследствии не менялся стиль музыканта, они всегда присутствовали в его аксессуарах.

### Последние годы

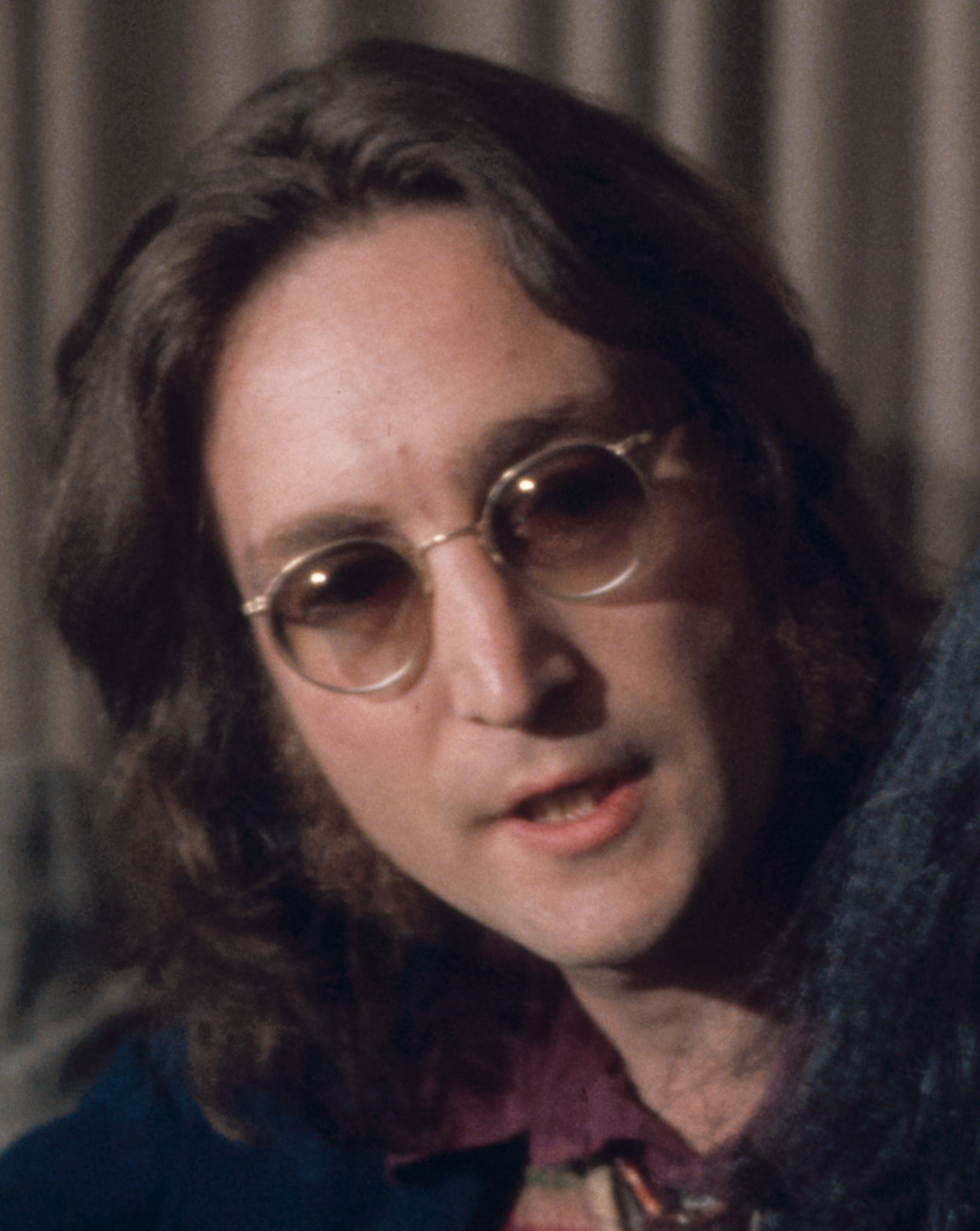
Леннон в 1973 году

На протяжении 1970-х годов фирменным аксессуаром певца были круглые очки в проволочной оправе. В период с 1970 по 1973 год Леннон носил очки в оранжевой оправе из 14-каратного золота, в которых использовалась ранняя версия фотохроматического стекла (линза, которая реагирует на свет и темноту). Именно в них Леннон писал альбом Imagine. Возможно, Джон выбрал оранжевый оттенок из-за того, что он верил в учение фэншуй, согласно которому оранжевый цвет означает вдохновение.

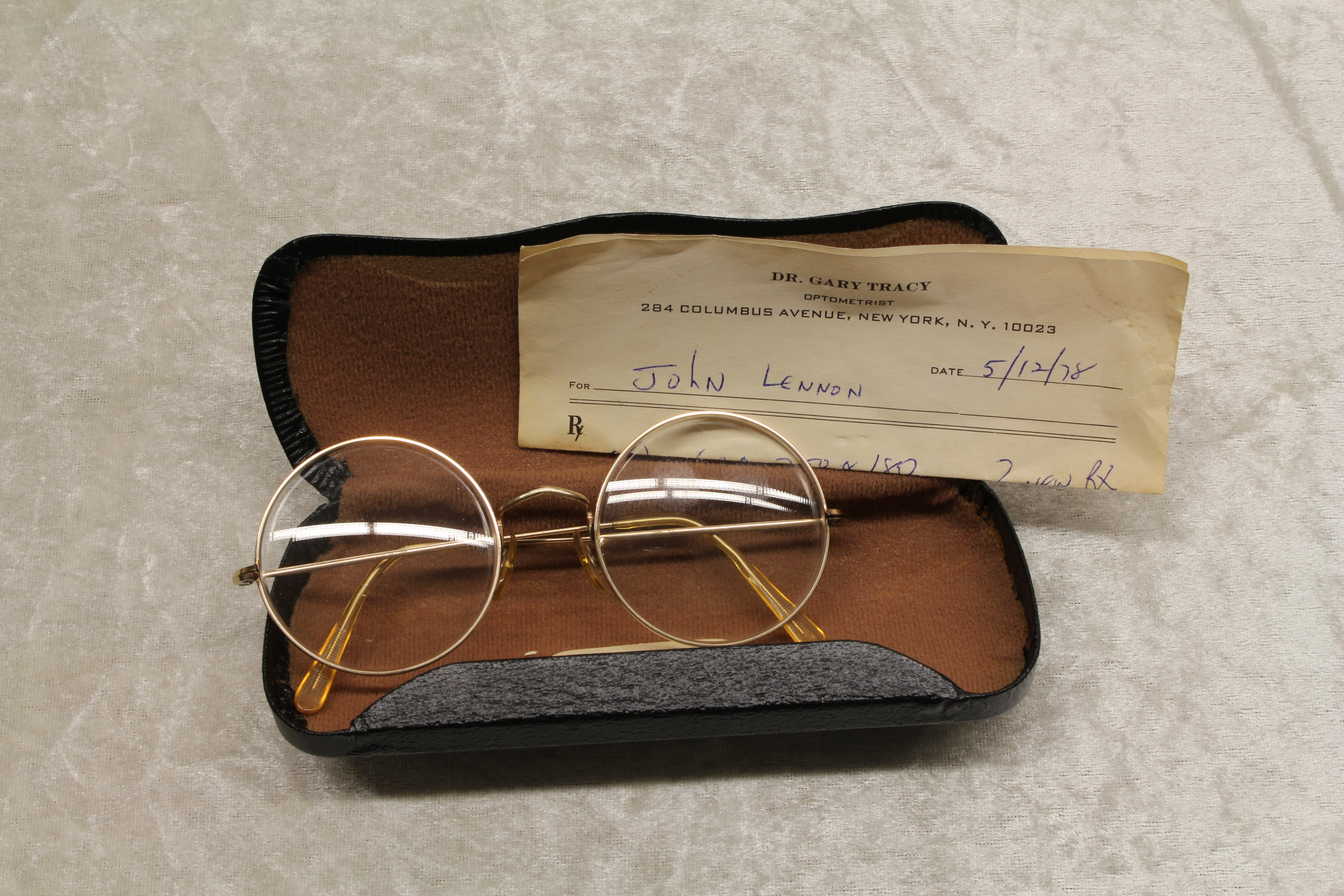
Одна из пар очков Леннона, купленных у Гэри Трейси

Гэри Трейси, который был окулистом Леннона и продал ему более дюжины очков с 1975 по 1979 год, хранит в сейфе в Нью-Джерси пять пар старых, сломанных линз и одну оправу рок-музыканта. Трейси неоднократно вспоминал, когда он впервые встретил Леннона и Оно. Это было в декабре 1975 года, они «заглядывали» в витрину его магазина: «…и я услышал, как кто-то вошёл [и сказал]: „Можно мне проверить глаза?“, Я узнал его голос. Я бросился его осматривать».
«Помню, сердце колотилось, а в голове мелькнула мысль: „Я должен выписать рецепт правильно!“. Я представил себе заголовки: „Джон Леннон споткнулся во время концерта и обвинил оптометриста в халатности“ или „Бывший битл ослеп — окулиста осудили за ошибочный диагноз“. Несмотря на чрезмерную нервозность, в тот вечер зрение я проверил безупречно, а Джон выбрал несколько новых оправ».
Джон настаивал на гибких, плотно прилегающих и надёжных заушниках и носоупорах для его сценических прыжков. Почти всегда Джон и Йоко появлялись перед закрытием магазина, чтобы, завершив дела, пообщаться о чём-либо с окулистом. Во время одного из последних визитов Джон Леннон решил отказался от круглой металлической оправы и сменил её на пластмассовую с тёмно-серыми линзами. Также Леннон «любил очки» и одно время каждые три недели относил пары в ремонт, потому что всё время их ломал.
После смерти мужа Йоко запретила оптометристу разглашать рецепт офтальмологического анамнеза Джона. Оно начала опасаться, что найдутся люди, которые начнут подделывать очки. Знаменитых пациентов у окулиста Трейси больше не было.

#### Убийство Джона Леннона

Обложка альбома Season of Glass, 1981 год

8 декабря 1980 года Леннон был убит Марком Чепменом. В момент убийства на музыканте были пластмассовые очки. Швейцар Джей Гастингс снял их с Леннона и вызвал полицию. После этого очки были переданы вдове Йоко Оно. В следующем году Оно выпустила сольный альбом Season of Glass. На обложке был её снимок окровавленных очков Леннона и стакана воды, на заднем плане был изображён Центральный парк Нью-Йорка. Также, Йоко Оно сфотографировала и себя во время съёмки. Изначально продюсеры лейбла «Geffen Records» возражали против издания альбома с такой обложкой, сочтя её безвкусной, однако Оно настояла на своём, сказав, что ни за что не изменит обложку, сопроводив это словами «это единственное, что осталось от Джона».
Каждое 8 декабря с 2013 года в своём Twitter-профиле Йоко Оно начала выкладывать очки Джона с обложки альбома вместе с подписью «Более [число миллионов] человек в Соединенных Штатах были застрелены с тех пор, как 8 декабря 1980-го года погиб от выстрелов Джон Леннон». Оно использовала изображение с целью критики Конгресса США, отклонившего законопроект, призванный усилить контроль за оборотом огнестрельного оружия. В 2013 году фотографию репостнул в Twitter 44-й президент США Барак Обама.
Цуриков А. Н. в научной работе «Владислав Листьев как символ российского телевидения» написал о частом сравнении музыканта с первым генеральным директором телеканала «ОРТ» — Владиславом Листьевым. Обе личности носили похожие пары очков, и оба были убиты в молодом возрасте.

## Названия. Популярность
Джон Леннон, как и Бадди Холли, стал прототипом отдельного стиля очков, которые он носил — круглые металлические оправы начали часто называть «очками Джона Леннона», Гарри Поттера, Оззи Осборна и Элтона Джона. Также в разных источниках об очках говорили, как о «бабушкиных» (англ. grandma glasses), «виндзорах» (англ. windsor) «велосипедах» и «тишейдах», а по словам украинского издания «Комсомольской правды», в 1960—1970-х годах в СССР очки, похожие по стилю на те, которые носил Леннон, назывались «джоновками».
По результату опроса сети оптических магазинов Specsavers, проведённого в 2009 году, Леннон оказался вторым в десятке самых влиятельных носителей очков, уступив Элтону Джону. Во время другого исследования, проведённого по заказу серии детских иллюстрированных бестселлеров Little People, BIG DREAMS, ребёнок решил, что Джон Леннон — изобретатель очков.
В 2019 году Mulberry выпустили пары очков восьми британских икон стиля, среди которых — модель Кейт Мосс и Джон Леннон. В следующем году, в годовщину убийства «битла» одни из его любимых производителей очков — Hakusan — воссоздали пару очков, который музыкант регулярно носил в последние годы жизни — «Mayfair».
Рассказ 1992 года фантаста Пола Ди Филиппо «Очки Джона Леннона» (англ. Lennon Spex) повествовал о способности видеть сокрытую от невооружённого взгляда природу бытия через очки музыканта.

## Продажи на аукционах
Пары очков Джона Леннона и ассоциированные с ними предметы из разных периодов его жизни стали продаваться с начала 2000-х годов.

### 2000-е
В 2002 году с лондонского аукциона Bonhams была продана фотография покрытых кровью очков Джона Леннона. В 1994 году Йоко Оно напечатала шесть экземпляров фотографии. Четыре она раздала близким друзьям, ещё одну оставила себе и позднее использовала её на обложке своего альбома «Seasons of Glass». А шестой экземпляр сначала был выставлен в галерее в Нью-Йорке, а потом продан Джонни Уолкеру — импресарио, который помогал токийским художникам.
Пара ленноновских солнечных очков в золотой оправе была впервые выставлена на аукционе на британском веб-сайте 991.com в июле 2007 года. Она принадлежала переводчику и менеджеру The Beatles в 1966 году — японскому телевизионному продюсеру по имени Джуниши Йоре. В конце тура Леннон по японской традиции обменялся подарками с Йоре: Леннон получил медные чашки, а японец — «бабушкины очки». Когда Джон был застрелен в 1980 году, Йоре снял линзы в соответствии с другой японской традицией, согласно которой они нужны душе, чтобы видеть в загробной жизни. Изначальная цена очков составляла около 1,5 млн фунтов стерлингов. Аукцион завершился 31 июля. Йоре продал очки американскому коллекционеру.

### 2010-е
В ноябре 2014 года Венди Бейкер продала пару очков Леннона, которые он ей одолжил во время посиделок в лондонском клубе в квартале Сохо в 1966 году за 25 тысяч евро. Венди использовала «бабушкины» очки, чтобы прочитать меню, однако в итоге Джон ушёл без них.
Круглая пара очков Леннона в стиле «виндзор» и документы о разводе с его первой женой Синтией были выставлены на аукцион в мае 2015 года. Общая стоимость документа и очков составила около 20 000—30 000 фунтов стерлингов. Аукцион проводился компанией Omega Auctions. 34-летний аукционист Пол Фэйрвезер сказал: «Что хорошо, так это то, что у них также есть действительно сильная история. Очки Леннона продавались и раньше, но ни у одной из них не было более яркой истории, чем у этой». Участник известной группы одолжил эти очки своей домработнице Дот Джарлетт в 1965 году, чтобы та передала их брату, которому они были нужны для школьного маскарадного костюма.
Раздавленные Джоном очки были проданы на аукционе за 4 500 долларов в 2017 году. В 1970-х годах музыкант в гневе сломал очки после разговора по телефону в домовладении своего дяди Чарли Леннона в Лондоне. Чарли хранил у себя эти очки до своей смерти в 2002 году, ещё тогда вытащив их из мусорного ведра. До продажи в 2017 году несколько лет вещь принадлежала коллекционеру из Йоркшира.
В декабре 2019 года водитель Ринго Старра — барабанщика The Beatles — Алан Херринг выставил на торг очки, которые достались музыканту во времена съёмок фильма «Как я выиграл эту войну», по цене около 183 000 долларов. К Алану они попали спустя два года — музыкант оставил их на заднем сиденье автомобиля водителя. Он заметил, что одна линза отсоединилась от оправы. В ответ на предложение починить очки Леннон попросил Херринга, чтобы тот не беспокоился, поскольку эта пара была нужна только «для образа». «Я просто оставил их такими, какими их оставил Джон», — приводит Sotheby’s слова продавца. На сайте аукционного дома не было указано, кто стал новым владельцем очков.

### 2020-е
В 2020 году были проданы ещё одни «виндзор» очки Леннона за 44 100 фунтов стерлингов вместе со школьным листом замечаний. Также были перепроданы очки, принадлежащие Дот Джарлетт.
В апреле 2022 года пара очков «виндзор» была выставлена на продажу на Omega Auctions за 15 000 фунтов стерлингов. Леннон останавливался с Йоко Оно в отеле St. Regis в Нью-Йорке в 1971 году, где работал Фред Бентон. Они подружились, и Леннон подарил ему свои очки на его 21-й день рождения. Фред, фанат The Beatles, хранил их, считая их «святой реликвией», до самой своей смерти в 2014 году. Затем очки перешли к его сыну Патрику, который два года спустя продал их коллекционеру.

## Музеи и коллекции

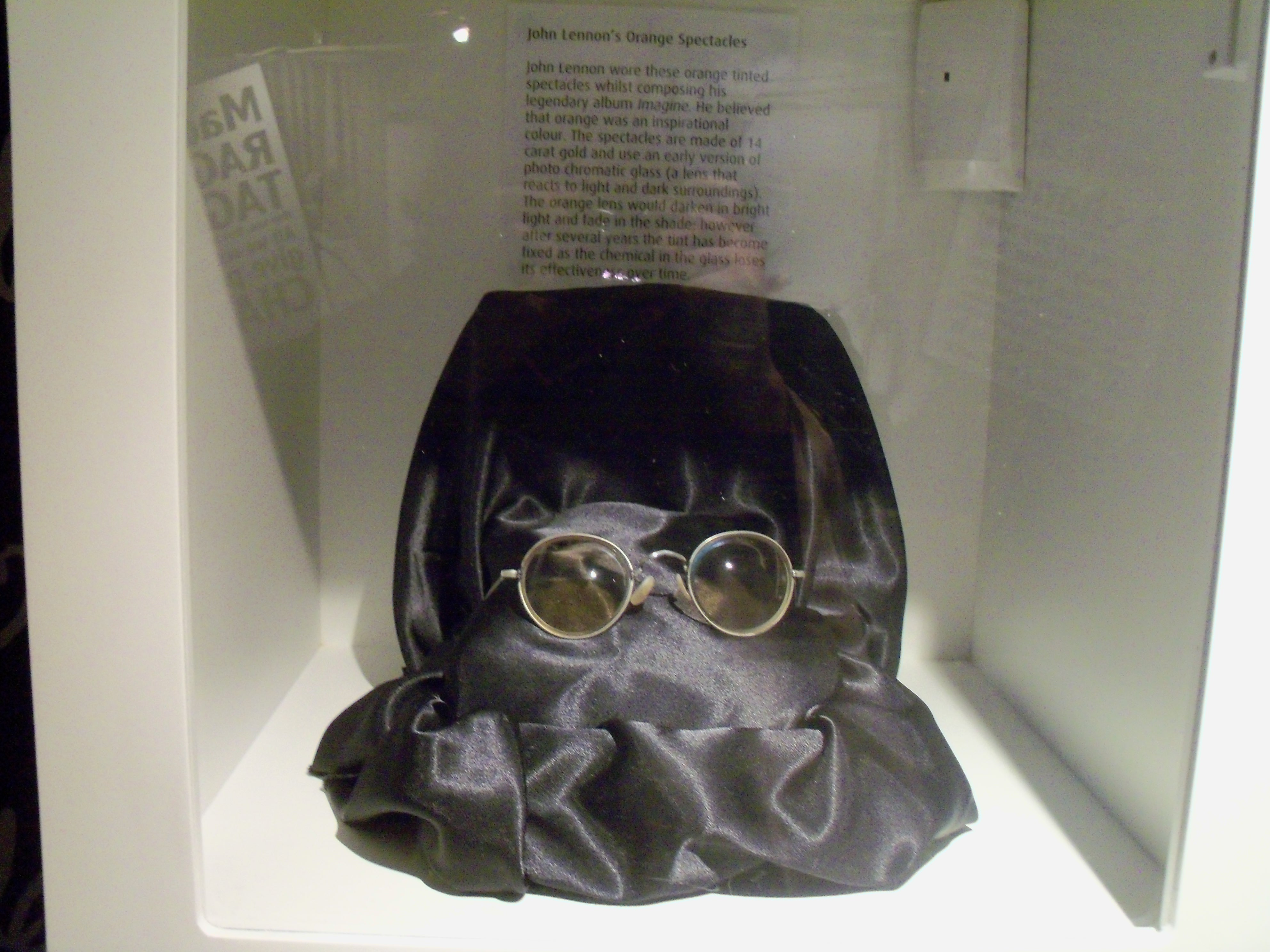
Оранжевые очки Леннона в The Beatles Story

В ливерпульском музее The Beatles Story начало храниться множество пар очков Джона Леннона: в основном, «бабушкиных». Также там есть гигантская копия очков, через которую может посмотреть каждый посетитель. Майк Бирн, директор музея, сказал, что «взгляд на жизнь через эти очки — лучшая возможность как можно ближе понять Леннона».
В 2019 году в Пекинском районе Чаоян открылась выставка The Beatles, которая предоставила китайским фанатам возможность лучше узнать своих кумиров. Она была разделена на четыре этажа: на каждом из них находились аксессуары участников. На этаже Леннона находилось около 100 пар «бабушкиных очков».
В коллекции младшего брата Пита Беста Роага хранились ношенные вещи The Beatles: в том числе, испачканные очки Джона.

## Статуи и памятники
Статуи Леннона
Очки на лице Джона Леннона стали важной частью также и памятников или статуй. В честь 41-летия Джона Леннона, 9 октября 1981 года, возле мэрии Лос-Анджелеса была открыта бронзовая статуя, созданная 27-летним американским скульптором Бреттом Ливингстоном-Стронгом и представляющая собой образ Леннона 1970-х в круглых очках.
Очки были использованы на памятниках, бюстах и барельефах рок-музыканту в: Могилёве-Подольском (1981; скульптор Алексей Алёшкин); Ливерпуле на International Garden Festival (1984, скульптор Аллен Карран); Перейре (1980-е) Гаване в парке Джона Леннона (2000, скульптор Хосе Вилла Соберон); Ливерпуле в аэропорту имени музыканта (2002; скульптор Том Мерфи); Ла-Корунье (2005; скульптор Хосе Луис Рибас); Альмерии (2006; скульптор Кармен Муддара); стене Леннона в Праге (2007; скульптор Олинка Бродфут); районе Сан Мигеле в Лиме (2007); Ливерпуле на фасаде (скульптор Дэвид Уебстер) и в приёмной здания отеля Hard Days Night (2008); стене Леннона в Софии (2010; скульптор Петыр Маринов); Вильнюсе (2012); Загребе (2013); улице Пенни Лейн в Ливерпуле (2020; скульптор Лаура Лиан).
Статуи Леннона в ливерпульском аэропорту и Гаване известны многочисленными кражами очков. После того как у скульптуры в кубинской столице несколько раз отламывали и похищали очки с круглыми линзами, этот элемент решили сделать съёмным. Охранники стали держать очки в карманах рубашек или тряпках, надевая их на статую лишь тогда, когда поблизости находятся туристы. В 2009 году власти города Альмерия хотели демонтировать памятник Джону Леннону, подвергшийся вандализму — очки и гриф гитары были отломаны, а сам мемориал — измазан краской. В итоге было решено просто сменить его местоположение. В январе 2019 года была обнаружена пропажа барельефа Джону Леннону в Софии.
В 2016 году на территории туркомплекса «Бирюзовая Катунь» в Горном Алтае был установлен трёхметровый металлический арт-объект «Очки Леннона», который украшает автограф музыканта. Через четыре года он попал в список ста самых необычных памятников и скульптур России в 2020 году.